# Frederick C. Loofbourow

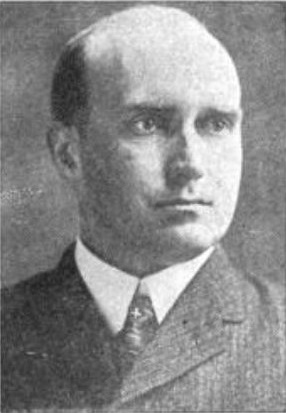
Frederick C. Loofbourow (1911)

Frederick Charles Loofbourow (* 8. Februar 1874 in Atlantic, Iowa; † 8. Juli 1949 in Salt Lake City, Utah) war ein US-amerikanischer Politiker.
Loofbourow zog 1889 mit seinen Eltern nach Utah. Bis 1892 besuchte er die Ogden Military Academy in Ogden. Danach studierte er am law department der University of California in Berkeley und schloss sein Studium 1896 ab. Im selben Jahr wurde Loofbourow in die Anwaltschaft aufgenommen und begann nun in Salt Lake City zu praktizieren. Von 1905 bis 1911 war er Bezirksstaatsanwalt und von 1911 bis 1916 dann Bezirksrichter jeweils am dritten Gerichtsbezirk von Utah. Nach diesen Tätigkeiten kehrte Loofbourow in seinen alten Beruf zurück und praktizierte wieder als Anwalt.
1930 wurde er als Republikaner in den 71. Kongress gewählt, um dort im Repräsentantenhaus den vakanten Sitz des verstorbenen Elmer O. Leatherwood neu zu besetzen. Am selben Tag fand gleichzeitig die Wahl zum 72. Kongress statt, die Loofbourow ebenfalls gewann. Damit vertrat er den Bundesstaat Utah vom 4. November 1930 bis zum 3. März 1933 im Repräsentantenhaus der Vereinigten Staaten. 1932 und 1934 bemühte er sich jeweils vergeblich, in den Kongress gewählt zu werden.
Nach seinem Ausscheiden aus dem Kongress begann Loofbourow in Salt Lake City wieder als Anwalt zu praktizieren. Er behielt diese Tätigkeit dort bis zu seinem Ruhestand bei. Loofbourow starb am 8. Juli 1949 in Salt Lake City. Seine sterblichen Überreste wurden kremiert und seine Asche wurde verstreut.